# Jacques Jouet
Pour les articles homonymes, voir Jouet (homonymie).
Jacques Jouet est un écrivain français né le 9 octobre 1947 . Il est membre de l'Oulipo depuis 1983.

## Biographie
Jacques Jouet est à la fois poète, romancier, nouvelliste, auteur de théâtre, essayiste, et artiste plasticien (il réalise des collages).
Il a, en 1978, un premier contact avec l'Oulipo lors d'un atelier dirigé par Paul Fournel, Georges Perec et Jacques Roubaud,.
Ayant composé un poème par jour depuis le 1er avril 1992, il fonde le 29 mai 2013 le Projet Poétique Planétaire ou PPP, pour lequel il est rejoint par Patrick Biau, Jean-Paul Honoré, Natali Leduc et Cécile Riou.
Jacques Jouet a longtemps participé, aux émissions Les Décraqués et  Des Papous dans la tête sur France Culture. Il a traduit du polonais Les Noces de Stanisław Wyspiański.
Son roman-feuilleton La République de Mek-Ouyes (plus de 2000 épisodes à ce jour) est publié aux éditions P.O.L. Il a aussi été diffusé sur France Culture et sur le web.
Le 1er avril 2022, il prend la décision d'abandonner le français et de ne plus écrire qu'en allemand.

## Œuvres

### Poésie
- Les poèmes du jour sont en cours de publication aux éditions P.O.L : Navet, linge, œil-de-vieux, 1998 ; Du jour, 2013 ; Dos, pensée (poème), revenant, 2019.
- Poèmes de métro (d) , Paris, P.O.L, 2000.
- Poèmes avec partenaires, Paris, P.O.L, 2002.
- Cantates de proximité : scènes et portraits de groupes, Paris, P.O.L, 2005.
- MRM, Paris, P.O.L, 2008.
- L'Histoire poèmes, Paris, P.O.L, 2010.
- Dieu est entre guillemets, Caen, Nous, coll. Antiphilosophique, 296 p., 2024  (ISBN 978-2-370841-35-3)

### Romans
Jacques Jouet a entrepris un ensemble romanesque d'inspiration historique et politique intitulé La République roman. Il est constitué de nombreux titres parmi lesquels :
- Guerre froide, mère froide, Atelier du Gué, 1978.
- Romillats, Ramsay, 1986.
- Le Directeur du Musée des cadeaux des chefs d'État de l'étranger, Paris, Le Seuil, 1993.
- La montagne R, Paris, Le Seuil, 1996.
- La République de Mek-Ouyes, Paris, P.O.L, 2001. Mek-Ouyes amoureux, P.O.L, 2006. Agatha de Mek-Ouyes, P.O.L, 2011.
- Mon bel autocar, Paris, P.O.L, 2003.
- L’Amour comme on l’apprend à l’école hôtelière, Paris, P.O.L, 2006.
- Une mauvaise maire, Paris, P.O.L, 2007.
- Bodo, Paris, P.O.L, 2009.
- Le Cocommuniste, Paris, P.O.L, 2014.
- La Dernière France, Paris, P.O.L, 2018.
- Deux courts romans de dames : Valentine expliquée et Madame Greuse, Paris, P.O.L, 176 p., 2024  (ISBN 978-2818060582)

### Théâtre
(Liste non exhaustive)
- Vanghel : Théâtre IV
- Mitterrand et Sankara, montée en 2005, reprise en 2008 au Théâtre des Amandiers, Nanterre
- La République de Mek Ouyes, montée en 2006 au Théâtre des Amandiers, Nanterre
- L'Amour au travail
- La Chatte bottée
- Annette entre deux pays

### Ouvrages collectifs
- Nombreux fascicules de La Bibliothèque oulipienne (réédition Seghers et Le Castor astral)
- La Bibliothèque de Poitiers, Rennes, avec Michelle Grangaud et Jacques Roubaud, Presses Universitaires de Rennes, 1999
- Les Papous dans la tête, l'anthologie, dire. Bertrand Jérôme et Françoise Treussard, Paris, Gallimard, 2007
- Le Dictionnaire des Papous dans la tête, dir. Françoise Treussard, Paris, Gallimard, 2007

### Livres d'artistes/ livres en collaboration avec des artistes
- Rendez-vous dans ma rue, éd. Passage piétons, 2001
- Un énorme exercice, avec Tito Honegger, Lausanne, éd. art&fiction, 2008
- Paresse, avec Tito Honegger, in «Mode de vie», Lausanne, éd. art&fiction, 2010
- Montagneaux, avec Tito Honegger, Lausanne, éd. art&fiction, Lausanne, 2012
- Portraits mosnériens, avec Ricardo Mosner, Éditions Virgile
- Paysages Confinés, 50 entrées de dictionnaire avec François Michaud 2020